# Штольтенберг
Штольтенберг (нем. Stoltenberg) — община в Германии, в земле Шлезвиг-Гольштейн. 
Входит в состав района Плён. Подчиняется управлению Зелент/Шлезен.  Население составляет 319 человек (на 31 декабря 2010 года). Занимает площадь 7,78 км².